# Le Cercle (jeu télévisé)
Pour les articles homonymes, voir Le Cercle.
Le Cercle est un jeu télévisé québécois de 25 minutes adapté du jeu télévisé français La Cible. Le Cercle est réalisé par Martin Dupont, produit par Pixcom, présentant Charles Lafortune comme animateur et Paul Houde comme maître du jeu (celui qui donne les réponses). Le jeu télévisé a été diffusé du lundi au vendredi à 18 h 30 du 19 septembre 2005 au 16 décembre 2011 sur le réseau TVA.

## Principe de jeu
Le Cercle est basé sur des connaissances générales auxquelles il faut répondre, à tour de rôle, le plus rapidement possible. Du lundi au vendredi, Paul Houde et Charles Lafortune reçoivent, dans un studio, les dix mêmes participants qui tentent, jusqu'à ce qu'il n'en reste qu'un, de se rendre, à la suite de quatre jeux définis, à la finale pour tenter de gagner 5 000 $. À mesure que les jeux avancent, les participants perdants sont envoyés dans la zone de lendemain et ne peuvent recommencer qu'à l'émission suivante.
Qu'il gagne ou non, le participant réussissant à se rendre en finale pige une des cinq enveloppes, diminuant jusqu'au vendredi, où se trouvent des prix valant à peu près 1 000 $, ainsi qu'un voyage.

## Jeux
- Le premier tour : Le premier tour consiste à nommer un élément inclus à propos d'un sujet défini chaque fois que la caméra pointe le participant. Les quatre premières personnes à se tromper sont éliminées.
- La suite : La suite est une série de mots régie par une logique à suivre pour chaque participant qui doit en donner un chaque fois que la caméra pointe sur lui. Les deux premières personnes à se tromper sont éliminées.
- Les définitions : Chaque participant doit, chacun son tour, répondre à cinq définitions sous une même lettre en un maximum de 25 secondes. Les deux personnes ayant eu le moins de bonnes réponses ou ayant pris le plus de temps sont éliminés. Saison 2007 : Ceux qui ont cinq réponses en moins de 20 secondes reçoivent un chèque cadeau de 500 $ chez Via Rail.
- Les enchères : Les deux derniers participants misent à savoir combien d'items ils peuvent nommer sur un sujet et la personne ayant misé le plus doit respecter le nombre d'items nécessaires. Si le participant se trompe, un point va à son adversaire, s'il réussit, il obtient un point. Dès qu'un participant réussit à marquer deux points, l'autre est éliminé.
- La finale : La finale compte trois questions qui doivent absolument être réussies en moins de 15 secondes pour gagner. La première comportant trois éléments à nommer, la deuxième comportant deux éléments à nommer et la troisième en comportant un seul. Le participant peut passer la question une seule fois dans le but d'y revenir s'il reste du temps.

## Jeu en ligne
Il était possible de jouer en ligne, en temps réel, avec d'autres joueurs en répondant à des questions portant sur différents domaines. Le principe du jeu en ligne est le même que celui du jeu télévisé.

## Faits divers
- En 2006, Charles Lafortune remporte un Prix Artis en tant qu'animateur, prix que Patrice L'Écuyer avait l'habitude de remporter.